# Claquage (électronique)
En électronique ou électrotechnique, le claquage est un phénomène qui se produit dans un isolant quand le champ électrique est plus important que ce que peut supporter cet isolant. Il se forme alors un arc électrique.
Dans un condensateur, lorsque la tension atteint une valeur suffisante pour qu'un courant s'établisse au travers de l'isolant (ou diélectrique), cette tension critique est appelée tension de claquage. Elle est liée à la géométrie de la pièce et à une propriété des matériaux appelée rigidité diélectrique qui est généralement exprimée en [kV/mm]. La décharge électrique à travers l'isolant est en général destructrice. Cette destruction peut être irrémédiable, mais ceci dépend de la nature et de l'épaisseur de l'isolant entrant dans la constitution du composant : certains isolants sont ainsi dits autorégénérateurs, comme l'air ou l'hexafluorure de soufre.

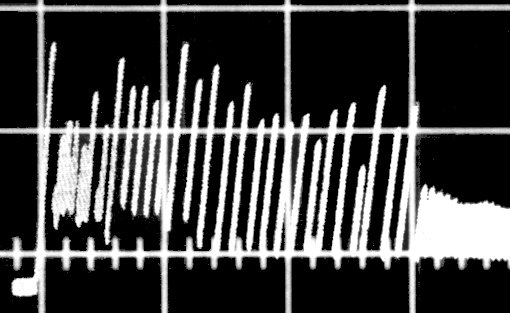
Claquages dans un condensateur de 1nF Tension de service 250V (50µs et 500V par carreau)

Ceci est illustré par l'oscillogramme ci-contre. Un condensateur est monté en parallèle sur une charge inductive. Quand on ouvre le circuit, le courant de l'inductance charge le condensateur au-delà de sa tension de claquage. On peut alors voir des oscillations de relaxations. Chaque chute de tension est due à un claquage. Après quelques dizaines d'oscillations, le condensateur n'arrive plus à s'autocicatriser, il est définitivement détruit.